# Wegwerpadres
Wegwerp e-mailadressen of tijdelijk e-mailadressen zijn e-mailadressen die makkelijk aangemaakt en verwijderd kunnen worden en dus mogelijk tijdelijk van aard zijn. 

## Doel
Vaak wordt voor elke relatie (persoon of bedrijf waarmee men correspondeert) zo'n adres aangemaakt met het idee dat, als het adres wordt misbruikt voor spam, het adres gemakkelijk opgeheven kan worden omdat er toch geen anderen zijn die het gebruiken. Bovendien is dan meteen duidelijk wie er verantwoordelijk is voor het misbruik.
Als er naar normale e-mailadressen veel spam wordt gestuurd, kost het veel moeite om over te schakelen naar een nieuw adres doordat er veel andere relaties zijn die het adres gebruiken.
Berichten die naar wegwerpadressen worden gestuurd worden meestal op een andere manier gelezen dan bij normale adressen het geval is. De berichten in de inbox zijn meestal via een website te lezen. Ze kunnen echter ook worden doorgestuurd naar het normale e-mailadres van de gebruiker.

## Nadelen
Het laatste heeft een klein risico. Wordt een bericht door de ontvangende server geweigerd, bijvoorbeeld omdat de POP-box vol is, dan wordt het teruggestuurd naar de verzender, met het adres van de POP-box ter informatie, zodat de verzender weet wat het normale adres van de ontvanger is.
Beantwoordt men een bericht dat naar een wegwerpadres is gestuurd, dan moet men erop letten dat het juiste afzenderadres wordt opgegeven.

## Voordelen
Wegwerpadressen hebben twee grote voordelen: ze helpen bij het beperken van spam doordat ze makkelijk weer te verwijderen zijn en ze verbergen in meer of mindere mate de identiteit van de eigenaar, wat de kans op identiteitsfraude beperkt.

## Plus-adressering
Een vergelijkbare manier om per relatie adressen aan te maken is plus-adressering. Hierbij wordt het normale adres uitgebreid met een naam en eventueel een controlecode zoals gebruiker+bedrijf.controlecode@domein. De controlecode helpt bij het voorkomen dat anderen dan de bedoelde relatie van het adres gebruikmaken. Dit soort adressen is net als wegwerpadressen makkelijk aan te maken en te verwijderen maar verbergt niet de identiteit. Dergelijke adressen zijn alleen mogelijk met medewerking van de beheerder van het domein.